# Alina Eberstaller
Alina Eberstaller (* 4. März 2000 in St. Pölten) ist eine österreichische Sportreporterin, Sportkommentatorin und Sportmoderatorin beim ORF. Bis Ende der Saison 2022/23 war sie Fußballerin beim Wiener Sport-Club in der österreichischen 2. Frauen-Bundesliga.

## Leben
Eberstaller wuchs im Bezirk Melk auf. Sie schloss im Stiftsgymnasium Melk die Matura ab und begann 2018 das Lehramtsstudium in den Fächern Deutsch und Sport an der Universität Wien. Seit September 2021 ist sie beim ORF als Reporterin, Kommentatorin und Moderatorin im Einsatz.

## Werdegang
Eberstaller sammelte erste journalistische Erfahrung als Reporterin beim ehemaligen österreichischen Musikfernsehsender gotv. Im April 2021 absolvierte die damals 21-Jährige ein 4-Monate-Praktikum bei Sport Aktuell in der ORF-Sportredaktion. Seit September 2021 ist sie freie Mitarbeiterin bei ORF Sport +. Im Oktober 2022 folgte der erste Einsatz als Kommentatorin in der ÖFB Frauen-Bundesliga. Drei Monate später gab sie ihr Debüt als Moderatorin bei der Para Ski-WM im spanischen Espot. Im Februar 2023 war Eberstaller erstmals als Kommentatorin und Moderatorin beim österreichischen Frauenfußball Länderspiel gegen die Niederlande im Einsatz. Nach redaktioneller Mitarbeit bei den Olympischen Spielen 2021 in Tokio und der Fußball-Weltmeisterschaft der Männer 2022 in Katar, kommentierte Eberstaller mit der Frauenfußball U19-Europameisterschaft 2023 und der Frauenfußball-Weltmeisterschaft 2023 ihre ersten Großereignisse. Seit der Ski Alpin Saison 2023/24 ist sie neue Starthaus Reporterin bei den österreichischen Ski Alpin Heimrennen. Im April 2024 debütierte sie als Formel-1-Reporterin.

## Fußball
Nach ersten Einsätzen in der niederösterreichischen Mädchen-Schülerliga startete Eberstaller ihre Fußballkarriere beim SC Melk. Sie errang in ihrem Team den Meistertitel in der AK Niederösterreich Frauen Gebietsliga Mostviertel in der Saison 2014/15 und wurde mit 15 Toren zur Torschützenkönigin. In der Saison 2017/18 folgte der zweite Meistertitel. Im Anschluss wechselte sie in die österreichische 2. Frauen-Bundesliga zum Wiener Sport-Club. Während ihrer verletzungsbedingten einjährigen Pause aufgrund eines Kreuzbandrisses bewarb sie sich in der ORF-Sportredaktion für ein Praktikum. Ab 2022 war sie sowohl als Kommentatorin der Frauen-Bundesliga als auch als Spielerin in der 2. Frauen Bundesliga im Einsatz. Mit Juli 2023 beendete sie ihre sportliche Karriere und entschied sich für den sportjournalistischen Weg.